# Wassili Matwejewitsch Stepanow
Wassili Matwejewitsch Stepanow (russisch Василий Матвеевич Степанов, lettisch Vasīlijs Stepanovs; * 27. Dezember 1927 in Leningrad; † 8. April 2011) war ein sowjetischer Gewichtheber.

## Werdegang
Wassili Stepanow ging in jungen Jahren zur sowjetischen Marine und war in Riga stationiert. Dort begann er auch als Angehöriger von Dinamo Riga mit dem Gewichtheben. Nach längerem Training erreichte er 1951 335 kg im olympischen Dreikampf. 1953 nahm er erstmals an den sowjetischen Meisterschaften teil und belegte gleich mit 377,5 kg einen hervorragenden 2. Platz im Mittelgewicht. Später wuchs er in das Leichtschwergewicht (bis 82,5 kg Körpergewicht) hinein. Als Mitte der 1950er Jahre der bis dahin unangefochten an der Spitze der sowjetischen Leichtschwergewichtler stehende Trofim Lomakin Probleme mit dem Verband bekam, kam er bei den Weltmeisterschaften 1955 und den Olympischen Spielen 1956 zum Einsatz, wo er beide Male den zweiten Platz hinter dem damals als unschlagbar geltenden US-Amerikaner Thomas Kono belegte. Wassili Stepanow war noch bis 1963 aktiv und belegte insbesondere bei den sowjetischen Meisterschaften noch eine ganze Reihe von hervorragenden Platzierungen.
Nach dem Zerfall der Sowjetunion optierte er für Lettland, nahm dessen Staatsangehörigkeit und den Namen Vasīlijs Stepanovs an.

## Internationale Erfolge
(OS = Olympische Spiele, WM = Weltmeisterschaft, EM = Europameisterschaft, Ls = Leichtschwergewicht, Ms = Mittelschwergewicht)
- 1955, 2. Platz (1. Platz) WM + EM in München, Ls, mit 425 kg, hinter Thomas Kono, USA, 435 kg und vor James George, USA, 402,5 kg;
- 1956, Silbermedaille, OS in Melbourne, Ls, mit 427,5 kg, hinter Kono, 447,5 kg und vor George, 417,5 kg;
- 1959, 2. Platz, Großer Preis der UdSSR in Moskau, Ms, mit 445 kg,
- 1960, 2. Platz, Großer Preis der UdSSR in Moskau, Ms, mit 445 kg, hinter Ireneusz Paliński, Polen, 445 kg und vor Krylatow, UdSSR, 432,5 kg;
- 1961, 2. Platz, Großer Preis der UdSSR in Moskau, Ms, mit 457,5 kg, hinter Palinski, 460 kg, und vor Witali Dwigun, UdSSR, 450 kg und Louis Martin, England, 447,5 kg;
- 1962, 1. Platz, Großer Preis der UdSSR in Moskau, Ms, mit 460 kg, vor Eduard Browko, UdSSR, 450 kg und Pegow, UdSSR, 437,5 kg.

## UdSSR-Meisterschaften
(wenn nicht anders bezeichnet)
- 1952, 3. Platz, RSFSR-Meisterschaft, Mi, mi6t 362,5 kg, hinter Fjodor Bogdanowski, 365 kg und Eisenstadt, 365 kg;
- 1953, 2. Platz, Mi, mit 377,5 kg, hinter Juri Duganow, 387,5 kg und vor Wladimir Puschkarew, 372,5 kg;
- 1955, 2. Platz, Ls, mit 410 kg, hinter Trofim Lomakin, 432,5 kg und vor Novik, 405 kg;
- 1956, 1. Platz, Ls, mit 427,5 kg, vor Pegow, 420 kg und Rudolf Plukfelder, 417,5 kg;
- 1958, 3. Platz, Ms, mit 450 kg, hinter Arkadi Worobjow, 460 kg und Dwigun, 452,5 kg;
- 1959, 3. Platz, Ms, mit 450 kg, hinter Worobjow, 455 kg und Dwigun, 452,5 kg;
- 1959, 1. Platz, „Dynamo“-Meisterschaft, Ms, mit 442,5 kg, vor Inin, 407,5 kg;
- 1960, 4. Platz, Ms, mit 445 kg, hinter Lomakin, 457,5 kg, Worobjow, 455 kg und Rudman, 445 kg;
- 1962, 2. Platz, Ms, mit 452,5 kg, hinter Eduard Browko, 455 kg und vor Pegow, 447,5 kg.

## Weltrekorde
(alle im Mittelschwergewicht erzielt)
Im Drücken:
- 150 kg, 1958 in Aluschta,
- 150,5 kg, 1958 in Riga,
- 153 kg, 1958 in Moskau,
- 154 kg, 1959 in Riga,
- 159,5 kg, 1962 in Prag.